# Đập Nha Trinh
Đập Nha Trinh là một đập thủy lợi nằm trên sông Cái Phan Rang tại tỉnh Ninh Thuận, Việt Nam. Qua hơn 800 năm tồn tại, ngày nay, đập nước vẫn giữ vai trò điều tiết thủy lợi, vừa là khu du lịch sinh thái độc đáo với nhiều cảnh đẹp, hấp dẫn du khách của tỉnh Ninh Thuận.
Tên Nha Trinh có gốc gác tiếng Chăm là Chaklin, tên ông bà nuôi vua Po Klong Garai lúc còn nhỏ.

## Thông số

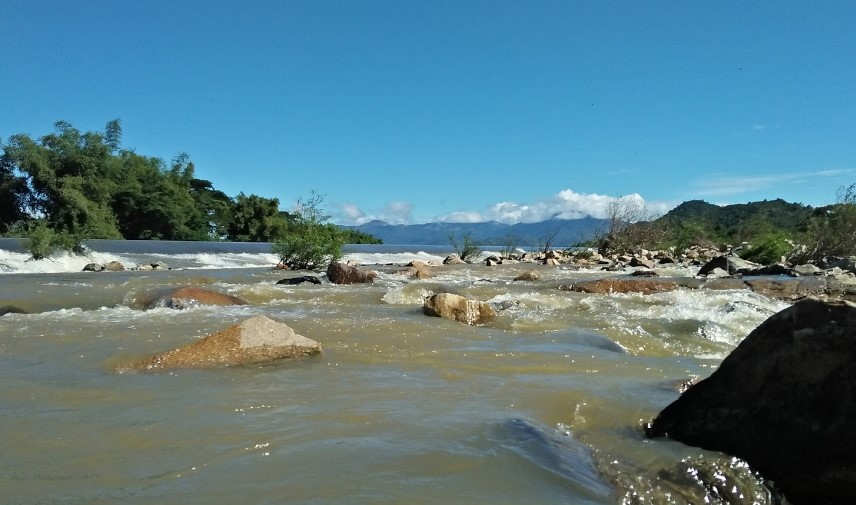
Đập Nha Trinh

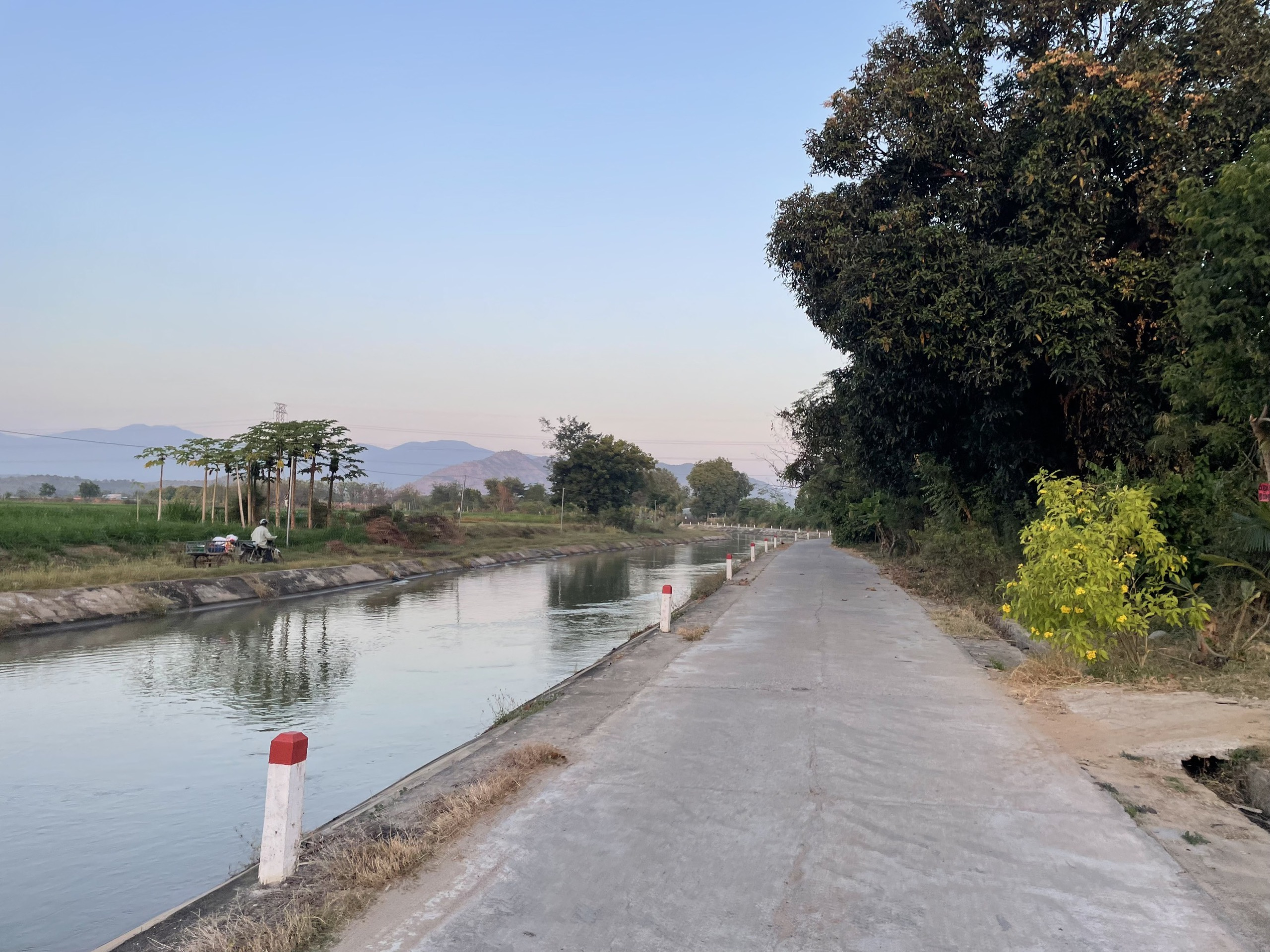
Mương Chàm, hệ thống dẫn nước chính của Đập Nha Trinh

Theo các tài liệu nghiên cứu, đập Nha Trinh được xác định xây dựng trong thời vua Po Klong Garai (Shinhavarmen II), từ khoảng năm 1151 - 1205, nhằm phục vụ điều tiết thủy lợi cho một vùng rộng lớn có tên gọi là Nha Hố.
Theo số liệu đo đạc hiện nay, đập Nha Trinh là một công trình thủy lợi đồ sộ, ngoài phần thân đập chính dài 385m, cao 5m và rộng 3m, thì còn có một hệ thống mương dẫn rất dài, trong đó Mương Chăm (chính là mương cái do phụ nữ đào theo truyền thuyết) dài đến 60 cây số, còn mương Đực (tức mương do nam giới đào) dài khoảng 50 cây số. Dưới phần thân đập chính, Nha Trinh còn có bốn đập con được xây liền kề để tích nước vào mùa khô. Tổng diện tích đất nông nghiệp ăn nguồn nước của hệ thống thủy lợi này lên đến hơn 12.000 ha.

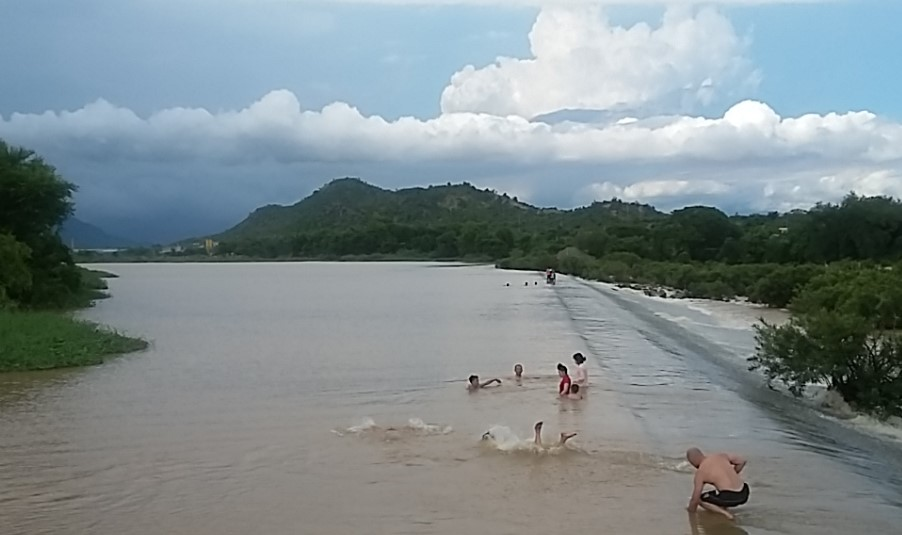
Đập Nha Trinh

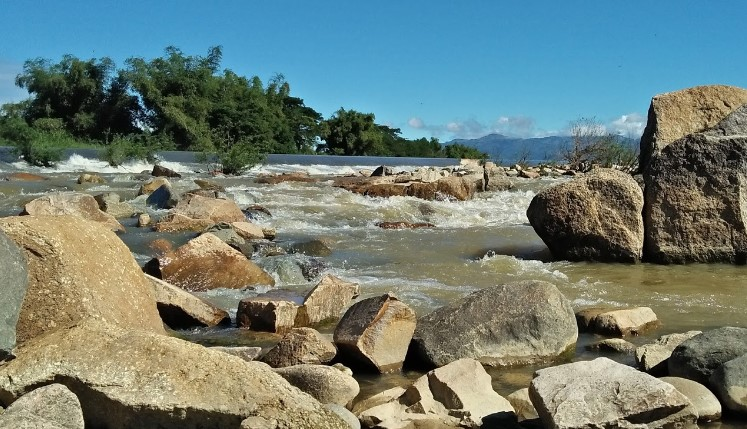
Đập Nha Trinh

## Truyền thuyết

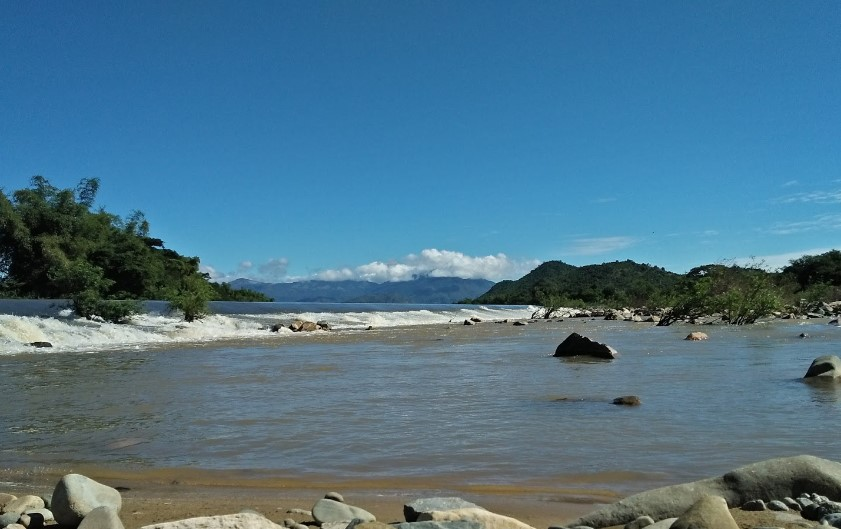
Cảnh đẹp Nha Trinh - Nha Hố

Truyền thuyết trong dân chúng kể lại rằng, đập Nha Trinh (theo tiếng Chăm là Chakling, sau này dân Kinh đọc trại đi thành Nha Trinh) do vua Shinhavarmen III (vua Po Klong Garai) chủ trì xây dựng, và ông cũng chính là vị thần được dân thờ trong ngôi tháp trên núi Trầu. Nhưng theo các nghiên cứu sử học, thì vua Po Klong Garai chính là Suryavarmadeva, một con người nổi tiếng bởi máu phiêu lưu và một thân thế đầy sóng gió; còn ngôi tháp thờ ông là tác phẩm của vua Jaya Simhavarman (tức vua Chế Mân) dựng lên để tưởng nhớ tiền nhân của dân tộc mình.

Khác với chính sử, chủ yếu ghi lại chiến công của các vị vua chăm trên chính trường và chiến trường, thì các câu chuyện truyền thuyết lưu truyền trong dân gian lại có nội dung chủ yếu ghi nhớ sự đóng góp cho đời sống sản xuất của nhân dân. Trong nhiều truyền thuyết về vị vua đã cho xây con đập, ngày nay còn phổ biến nhất là câu chuyện kể sau đây:

"Ngày xưa ở vùng đất này có gia đình vợ chồng già nọ không con. Họ thường cầu mong trời đất phù hộ để ban cho họ một mụn con để đỡ cô quạnh lúc tuổi già. Một hôm, họ lội qua bến nước phía trên đập Nha Trinh bây giờ, và vô tình trông thấy một cái bọc trôi lềnh bềnh giữa sông. Ông bà vội vàng vớt lên, khi mở ra thì thấy bên trong có một bé gái rất xinh. Ông bà rất đỗi vui mừng, nghĩ là trời phật đã thấu lời khấn nguyện của mình và quyết định đem bé gái về nuôi.
Thấm thoắt, cô bế đã lớn khôn và thường theo bố mẹ vào rừng đốn củi. Một hôm, trời nắng gắt, cô gái khát nước, mà khu rừng, nơi ba người đang hái củi, lại không có khe suối gì cả. ông già khuyên con gái ráng chịu, về nhà sẽ uống nước. Không chịu nổi cơn khát, cô gái lén đi tìm nước uống. Đi một quãng xa, cô thấy một tảng đá rất to, ở giữa tảng đá có một vũng nước trong vắt. Cô gái mừng rỡ, lấy tay vục nước uống. Khi ông bà già tìm thấy cô gái, thì vũng nước tự nhiên cạn dần. Ba người cho là điềm lạ, đành quay về. Từ hôm đó, tự nhiên cô gái thụ thai. Tới tháng, cô sinh được một bé trai mình mẩy ghẻ lở trông hết sức kinh tởm. Ông bà già rất quý cháu, nuôi cháu rất cấn thận và đặt tên cháu là Pô Ông.

Lên bảy tuổi, Pô Ông đi chăn bò cho nhà vua. Một hôm, vì mê chơi cùng lũ trẻ, Pô Ông để lạc một con bò trong đàn. Chạy tìm kiếm khắp nơi mà không thấy, Pô Ông bèn trèo lên một cây cao để nhìn, và thấy con bò của mình đang bị cột trong vườn một ngôi nhà to lớn. Mừng quá, Pô Ông tụt vội xuống đất, làm cho cây rung chuyển. Cây bỗng trở nên đỏ chói, rồi biến thành một con rồng. Con rồng đứng yên nhìn chàng trai một cách kính cẩn. Pô Ông nhờ một người lớn đến xin lại con bò. Không ngờ, chủ ngôi nhà ấy là một vị thầy cả có cô con gái xinh đẹp. Thấy Pô Ông ghẻ lở đầy mình, cô gái vội thưa với cha hãy trả bò cho anh ta và đuổi anh ta đi. Nhưng người cha thấy trên người chàng trai có những tướng lạ, thì rất vui mừng. Ông nói cho con gái biết điều đó và hứa gả con gái mình cho Pô Ông. Một thời gian sau, Pô Ông kết thân với một người bạn tên là Pô Klông Chanh và rủ nhau đi buôn trầu. Thường ngày, hai người về nghỉ ở một chỗ rồi thay phiên nhau về nhà lấy cơm ra cùng ăn. Một hôm, đến lượt Pô Klông Chanh đi lấy cơm, còn Pô Ông thì nằm nghỉ và ngủ thiếp đi. Khi Pô Klông Chanh trở lại thì thấy một cảnh tượng kỳ lạ: một con rồng đang liếm khắp thân mình ghẻ lở của Pô Ông, bao nhiêu vết ghẻ lở của Pô Ông biến mất, còn Pô Ông thì biến thành một chàng trai đẹp lạ thường.

Một hôm, nhớ tới chàng trai chăn bò ghẻ lở, vị thầy cả tìm đến kết thân. Pô Ông nhận cô con gái thầy cả làm vợ. Được ít lâu, vị vua băng hà, nhưng không có hoàng tử kế vị. Trong khi triều đình lo nghĩ, thì con voi trắng của hoàng cung phá chuồng chạy thẳng tới chỗ Pô Ông, quỳ xuống và đưa vòi ra tỏ ý mời. Tưởng voi có chuyện gì cần đến mình, Pô Ông nhảy lên mình voi. Voi đưa chàng trai về kinh thành. Các triều thần biết đây là ý trời bèn tôn Pô Ông lên làm vua. Pô Ông đăng cơ với tên gọi là Pô Klaung Girai. Pô Ông tỏ ra là một vị vua tài ba, có tài dẫn thủy nhập điền. Ruộng vườn, trước kia khô cạn, nhờ có ngài mà tươi tốt. Dân chúng no ấm hơn xưa. Ngài cho làm một chiếc bè bằng thân cây chuối, đặt ít đất lên bè rồi thả bè trên sông Dinh, đọc thần chú cho bè trôi ngược dòng. Khi chiếc bè trôi đến Nha Trinh, ngài hô "dừng lại". Lập tức, bè chìm xuống và biến thành cái đập lớn chắn ngang sông. Ngài chỉ cho dân đào hai con mương để dẫn nước vào ruộng mà ngày nay vẫn gọi là mương Chăm. Nữ đào mương bên phải, nam đào mương bên trái. Vì cứ lo đi chòng ghẹo các cô gái, nên bên nam đào mương rất chậm. Con mương bên trái vì thế đành bỏ dở, không dùng được... 